# Поленов, Василий Алексеевич
Васи́лий Алексе́евич Поле́нов (1 [12] января 1776, деревня Подберезье, близ Валдая — 21 июля [2 августа] 1851, близ Санкт-Петербурга) — писатель, воспитанник Академической гимназии, действительный член Российской академии (1828); почётный член (1833—1842), ординарный академик (с 1842) Императорской Академии наук по Отделению Русского языка и словесности, председательствующий в Отделении Русского языка и словесности (1850—1851); тайный советник; контр-адмирал в отставке. Дед художника Василия Поленова.

## Биография
Родился во время переезда отца, Алексея Яковлевича, из Москвы в Петербург. Окончил гимназию при Академии наук. С 1795 г., ещё в период обучения в гимназии, был записан фурьером в Преображенский полк; служил в нём до 1800 г., когда вышел в отставку в чине капитана. Служил в Коллегии иностранных дел.
В 1809—1812 гг. служил в Министерстве морских военных сил: советником главной Контрольной экспедиции, первоприсутствующим в Контрольной экспедиции в Кронштадте. С 1812 г. — управляющий военной походной канцелярией адмирала П. В. Чичагова; в этой должности участвовал в войне 1812 года (при Березине).
С 1 февраля 1813 года — действительный статский советник.
С 1816 г. продолжил службу в Коллегии иностранных дел правителем канцелярии. С 1830 г. состоял в Комиссии для разбора государственного архива и петербургских департаментов архива Правительствующего Сената. С 1832 г. — директор Департамента внутренних сношений и Департамента хозяйственных и счётных дел Министерства иностранных дел. С 1834 г. одновременно — управляющий Государственным Архивом.
В 1841 г. командирован в Москву, где занимался устройством Московского главного архива. С 1849 г. состоял членом Совета Министерства, заведовал Петербургским и Московским Главными архивами.
Скончался в Санкт-Петербурге 21 июня (3 июля) 1851 года. Похоронен был на Волковом православном кладбище, вместе с женой, Еленой Матвеевной и её сестрой Варварой.

## Творчество
Первые публикации литературных опытов состоялись в 1790 г. в «Новых ежемесячных сочинениях». Переводы и стихи публиковал (с 1796) в литературном журнале «Муза» И. И. Мартынова, за подписью. Занимался филологическими исследованиями; в 1828 г. избран действительным членом Императорской Российской Академии. За работу по составлению «Словаря российского языка» собранием Академии 7 января 1839 г. удостоен золотой медали.
Написал биографии бывших академиков: митрополита Гавриила, И. И. Лепехина, С. Я. Румовского, А. Ф. Севастьянова, Ф. И. Янковича-де-Мириево.
Был избран членом Вольного Экономического общества (1828), Императорского общества испытателей природы (1832), Общества истории и древностей при Московском университете (1834), почётным членом Императорской Академии Наук, ординарным академиком по II отделению Императорской Академии наук (1842), членом Королевского Датского Общества северных антиквариев в Копенгагене (1843).

### Избранные сочинения
- Поленов В. А. Отправление Брауншвейгской фамилии из Холмогор в датские владения. (Извлечено из подлинных бумаг, хранящихся в государственном архиве министерства иностранных дел) Архивная копия от 27 декабря 2013 на Wayback Machine // Русская старина. — 1874. — Т. 9, № 4. — С. 645—666.

## Награды
- Орден Святого Владимира 4-й степени
- Орден Святой Анны 2-й степени с алмазами
- Орден Святого Владимира 3-й степени (1 января 1817)[3]
- Орден Святой Анны 1-й степени (27 августа 1821)[4]
- Орден Святого Владимира 2-й степени (6 апреля 1835)[5]
- Орден Белого орла (17 апреля 1837)[6]
- Орден Святого Александра Невского (6 апреля 1846)[7]

## Семья
Первая жена — Мария Андреевна (в девичестве Хоненева; 1786—1814). У них родились:
- Алексей (1804—1868), майор, женат с 20 сентября 1839 года[8] на Софье Львовне Левицкой, воспитанницы Л. А. Яковлева.
- Дмитрий (1806—1878), археолог, библиограф, дипломат; был женат на дочери генерал-майора А. В. Воейкова, Марии Алексеевне (1816—1895). В числе их детей: близнецы художник Василий Дмитриевич Поленов (1844—1927) и Вера Дмитриевна Хрущова (1844—1881); юрист, тайный советник Алексей Дмитриевич Поленов (1845—1918) и художница Елена Дмитриевна Поленова (1850—1898);

Вторая жена — Елена Матвеевна (ум. 5.12.1856), дочь сенатора Матвея Корнильевича Бороздина; их сын:
- Матвей (1823—1882), юрист, сенатор и тайный советник.

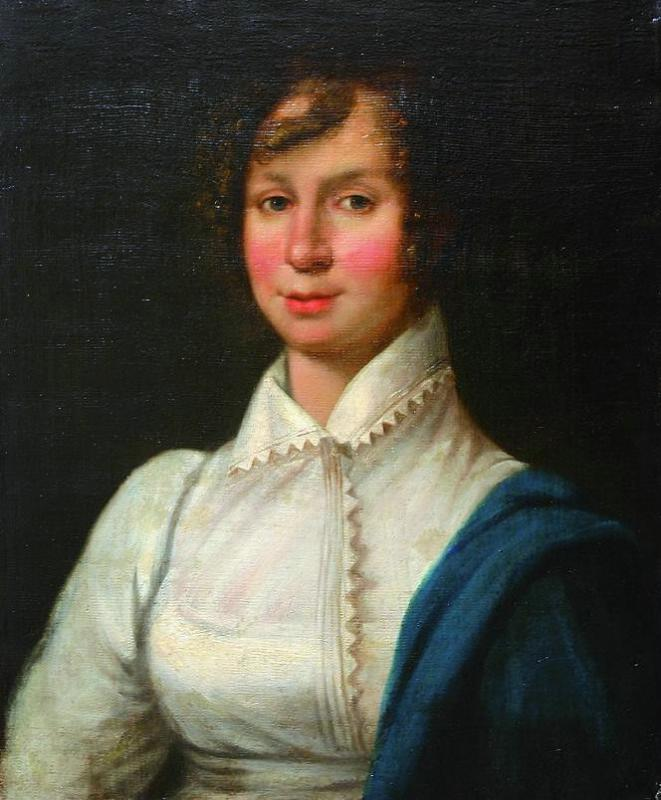
Мария Андреевна Поленова, урождённая Хонева
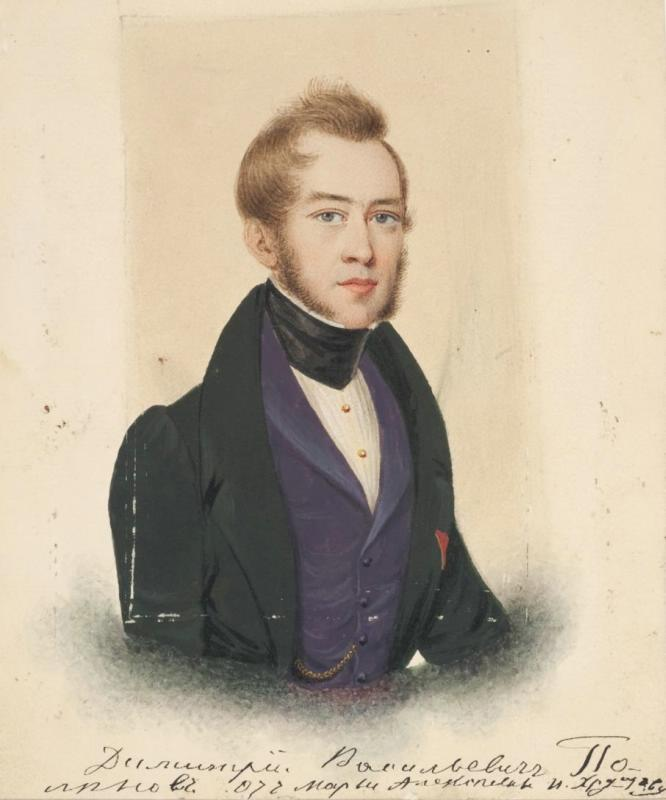
Дмитрий Васильевич Поленов, 1840-е
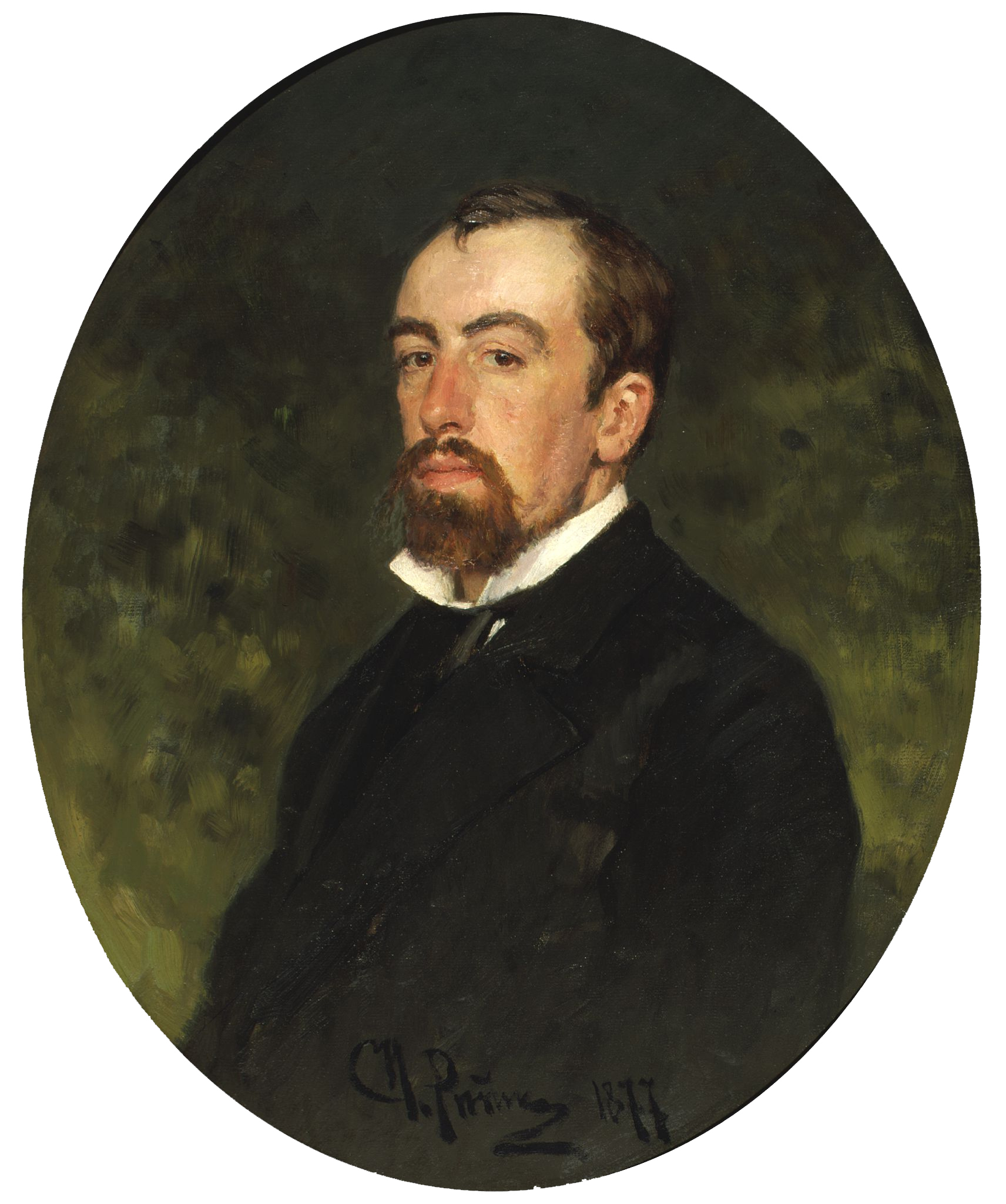
Василий Дмитриевич Поленов